# Лені (Італія)
Лені (італ. Leni, сиц. Leni) — муніципалітет в Італії, у регіоні Сицилія,  метрополійне місто Мессіна.
Лені розташоване на відстані близько 430 км на південний схід від Рима, 140 км на схід від Палермо, 75 км на північний захід від Мессіни.
Населення — 686 осіб (2014).
Щорічний фестиваль відбувається 1 травня. Покровитель — San Giuseppe.

## Демографія
Населення за роками:

Станом на 1 січня 2023 року в муніципалітеті офіційно проживали 62 іноземці з 10 країн, серед них 29 громадян країн Євросоюзу.

## Сусідні муніципалітети
- Мальфа
- Санта-Марина-Саліна